# Per Ciljan Skjelbred
Per Ciljan Skjelbred, född 16 juni 1987 i Trondheim, är en norsk fotbollsspelare som spelar som mittfältare för Rosenberg.